# Macrodorcas
Macrodorcas es un género de escarabajos de la familia Catostomidae. Fue nombrado por primera vez por Motschulsky en 1860. Contiene la siguiente lista de especies:
- Macrodorcas binervis continentalis
- Macrodorcas elegans (Planet, 1862) – India, Nepal y Bután
- Macrodorcas gracilis (Saunders, 1854) – India, China y Vietnam
- Macrodorcas piceipennis (Westwood, 1855) – China y Vietnam
- Macrodorcas groulti (Planet, 1894) – Asia y Tailandia
- Macrodorcas rectus (Motschulsky, 1857) – Japan, China y Corea
- Macrodorcas striatipennis Motschulsky, 1861 – Japan
- Macrodorcas formosana (Miwa, 1929) – China, Taiwán y Vietnam
- Macrodorcas prosopocoeloides (Houlbert, 1915) – Bután y China
- Macrodorcas acudentata (Bomans, 1979)
- Macrodorcas axisopsis (Seguy, 1954)
- Macrodorcas barbata (Nagel, 1939)
- Macrodorcas bisignata (Parry, 1862)
- Macrodorcas bomansi (Lacroix, 1981)
- Macrodorcas costipennis
- Macrodorcas davidi (Seguy, 1954)
- Macrodorcas dierli (Endrödi, 1968)
- Macrodorcas elegantula (Albers, 1891)
- Macrodorcas fulvonotata (Parry, 1862)
- Macrodorcas humilis (Arrow, 1935)
- Macrodorcas intricata (Lacroix, 1981)
- Macrodorcas magdeleinae
- Macrodorcas melliana (Kriesche, 1921)
- Macrodorcas mochizukii Miwa, 1937
- Macrodorcas moellenkampi (Nagel, 1924)
- Macrodorcas motschulskyi
- Macrodorcas nageli (Arrow, 1935)
- Macrodorcas negrei (Lacroix, 1978)
- Macrodorcas pieli (Didier & Seguy, 1953)
- Macrodorcas pseudaxis (Didier, 1926)
- Macrodorcas recta
- Macrodorcas ruficra de Lisle, 1970
- Macrodorcas seguyi de Lisle, 1955
- Macrodorcas sircari (Lacroix & Ratti, 1975)
- Macrodorcas songiana (Didier & Seguy, 1953)
- Macrodorcas ursulae (Schenk, 1996)
- Macrodorcas valgipes (Kriesche, 1940)
- Macrodorcas vernicata (Arrow, 1938)
- Macrodorcas virginiae (Bomans, 1991)